# Luis Gómez-Montejano
Luis Gómez-Montejano (Madrid, 24 de agosto de 1922 - Madrid, 5 de febrero de 2017) fue presidente del Real Madrid en el año 2006.
Asumió la presidencia del Real Madrid como directivo de mayor edad tras la dimisión el 26 de abril de Fernando Martín Álvarez hasta el 3 de julio de ese mismo año, cuando Ramón Calderón fue elegido en unas elecciones presidenciales como el ganador. No hubo nada destacable deportivamente durante su breve mandato, debido a que el equipo ya estaba eliminado de la Copa del Rey y de la Champions League y con la Liga virtualmente perdida a favor del F. C. Barcelona.
Falleció el 5 de febrero de 2017 a los 94 años.